# KinnPorsche
KinnPorsche (thajsky คินน์พอร์ช เดอะ ซีรีส์) je thajský akční romantický dramatický televizní seriál s mafiánskou tematikou natočený podle stejnojmenného internetového románu spisovatelské dvojice Daemi. V hlavních rolích se představují Mile Phakphum Romsaithong jako Kinn a Apo Nattawin Wattanagitiphat jako Porsche. Seriál sleduje Porscheho, který se zoufale snaží vydělat peníze a postarat se o svého mladšího bratra, ale nečekaně je zatažen Kinnem do mafiánského podsvětí.
Režiséry jsou Kongkiat Komensiri, Krisda Witthayakhajorndet a Banchorn Vorasataree. Premiéra seriálu se odehrála na televizním kanálu One 31 2. dubna 2022, byl vysílán každou sobotu ve 23:00 ICT a jeho nesestříhaná verze ve 24:00 ICT na iQIYI.

## Děj
Kinn Anakinn Theerapanyakul, druhý syn a prakticky i nástupce kriminální rodiny Theerapanyakulů, je přepaden cestou domů z obchodního jednání. Při útěku o holý život narazí na Porsche Pachara Kittisawasda, místního barmana a undergroundového zápasníka. Kinn zaplatí Porschemu, aby ho ochránil před muži, kteří se ho snaží zabít. Kinn je ohromen Porscheho bojovými schopnostmi, a tak ho vyhledá a nabídne mu práci.
Aby si Porsche vydělal dost peněz a mohl poslat mladšího bratra Porschaye na univerzitu, a také aby nepřišel o dům, který patřil jejich zesnulým rodičům, neochotně souhlasí s tím, že se stane Kinnovým bodyguardem. Během několika následujících měsíců se zdokonaluje ve svých bojových dovednostech, poznává kriminální podsvětí, do kterého nyní patří... a navíc se zamiluje do svého charismatického šéfa.
Přestože Kinn neskrývá, že je homosexuál, cesta, která ho s Porschem čeká, nebude ani pro jednoho z milenců snadná. Vedlejší rodina, které vládne Kinnův strýc, se zoufale snaží převzít kontrolu. Kinnův otec je ve špatném zdravotním stavu, jeho starší bratr trpí posttraumatickou stresovou poruchou a jeho mladší bratr je začínající rocková hvězda. A navíc vše není tak, jak se zdá – je Porsche jen náhodný kluk z ulice, nebo je tajemství předčasné smrti jeho rodičů nějak spojeno s rodinou Teerapanyakulů?

## Obsazení

### Hlavní rodina
- Korn Theerapanyakul (Kob Songsit Roongnophakunsri), vůdce hlavní rodiny, Kinnův otec
  - Thankhun Theerapanyakul (Tong Thanayut Thakoonauttaya), nejstarší syn Korna a nejstarší bratr Kinna a Kima
  - Kinn Anakinn Theerapanyakul (Mile Phakphum Romsaithong), druhý syn a nástupce kriminální rodiny Theerapanyakulů
  - Kim Theerapanyakul, také známý pod svou pěveckou přezdívkou Wik (Jeff Satur), nejmladší syn Korna a nejmladší bratr Kinna a Thankhuna

### Vedlejší rodina
- Gun Theerapanyakul (Ex Piya Vimuktayon)
  - Vegas Theerapanyakul (Bible Wichapas Sumettikul), nejstarší syn Guna a jeho nástupce
  - Macau Theerapanyakul (Ta Nannakun Pakapatpornpob), nejmladší syn Guna

### Rodina Kittisawasd
- Namphueng Kittisawasd (Sarucha Phongsongkul), matka Porscheho a Porschayho
- Pat Kittisawasd (Pong Kittichote Musikabhumma), otec Porscheho a Porschayho
- Porsche Pitchaya Kittisawasd (Apo Nattawin Wattanagitiphat), student vysoké školy, barman na částečný úvazek, Kinnův hlavní bodyguard
  - mladý Porsche (Pasin Cahanding)

- Porschay Kittisawasd, přezdívka Chay (Barcode Tinnasit Isarapongporn), mladší bratr Porscheho, student střední školy, snaží se dostat na prestižní hudební vysokou školu, velký fanoušek zpěváka Wik
  - mladý Porschay (Dorothy Prawattchanayotin)

### Bodyguardi

#### Kinnovi bodyguardi
- Big (Nodt Nutthasid Panyangarm)
- Ken (Perth Stewart Nakhuntanagarn Screaigh)

#### Tankhunovi bodyguardi
- Pete (Build Jakapan Putta), hlavní Tankhunův bodyguard, Porscheho spolubydlící v domě Theerapanyakulů
- Arm (Bas Asavapatr Ponpiboon), známý pro své znalosti v oblasti techniky
- Pol (Job Yosatorn Konglikit)

#### Ostatní bodyguardi
- Chan (Peter Knight), pomáhá s tréninkem nováčků
- nespočet nepojmenovaných bodyguardů

### Lidé okolo Porscheho
- Jom (Ping Touchchavit Kulkranchang), kamarád Porscheho
- Tem (Pong Pongsakorn Ponsantigul), kamarád Porscheho
- Arthee (Gap Thanavate Siriwattanagul), strýc Porscheho a Porschayho, závislý na hazardu
- Yok (Sprite Patteerat Laemluang), majitelka baru, kde Porche pracuje

### Lidé okolo Kinna
- Tay (Us Nititorn Akkarachotsopona), Kinnův kamarád, ve vztahu s Timem
- Time (JJ Chalach Tantijibul), Kinnův kamarád, ve vztahu s Tayem
- nejmenovaný host (Jo Kavinpat Thanahiransilp)

### Ostatní
- Tawan (Na Naphat Vikairungroj), Kinnův bývalý přítel během studia na univerzitě, podle Vegase byl před zahájením seriálu Kinnem zastřelen
- nejmenovaná žena (Nujnoh Nujthanicha Rojjanajarunun), měla sexuální styk s Porschem
- nejmenovaná žena (Paan Prinyashuth Akaraseth), téměř měla pohlavní styk s Porschem
- nejmenovaná ženská vražedkyně (Noolek Thithinan Sanla), najata na zabití Kinna
- nejmenovaná služka (Nichapa Phornchaimeteekul)
- nejmenovaný kamarád Kinna (Ole Thanakorn Sangwan)
- nejmenovaný student z Chayovi školy (Mon Varakorn Waruncharoentham)
- nejmenovaná studentka z Chayovi školy (May Naarpa Navawutcharakul)
- nejmenovaný kamárád Chaye (Mine Kampon Tulyakorndolpak)
- nejmenovaný kamárád Chaye (Link Thanawee Phongphasawat)
- nejmenovaný drogový dealer (Banlop Lomnoi)

## Seznam dílů
| Název             | Premiéra         |
| ----------------- | ---------------- |
| Epizoda 1         | 2. dubna 2022    |
| Epizoda 2         | 9. dubna 2022    |
| Speciální epizoda | 16. dubna 2022   |
| Epizoda 3         | 23. dubna 2022   |
| Epizoda 4         | 30. dubna 2022   |
| Epizoda 5         | 7. května 2022   |
| Epizoda 6         | 14. května 2022  |
| Vedlejší příběh   | 19. května 2022  |
| Epizoda 7         | 21. května 2022  |
| Epizoda 8         | 28. května 2022  |
| Epizoda 9         | 4. června 2022   |
| Epizoda 10        | 11. června 2022  |
| Epizoda 11        | 18. června 2022  |
| Epizoda 12        | 25. června 2022  |
| Epizoda 13        | 2. července 2022 |
| Epizoda 14        | 9. července 2022 |

### Epizoda 1
Poté, co Kinnův první velký obchod s italskou mafií skončí krvavou pouliční honičkou, se v zadní části Hum Baru setká s Porschem. V rychlé výměně názorů Porsche souhlasí, že mu za peníze pomůže s jeho pronásledovateli. Po jejich následném útěku Kinn dohodu nedodrží a Porsche si jako odměnu vezme jeho hodinky. Doma Porsche zjistí, že se opět objevili lichváři. Porsche se jako jediný stará o svého mladšího bratra Porchaye (Chay), přičemž žongluje se splátkami za dům a za bratrovo vzdělání. Jeho strýc vezme hodinky do zastavárny, zatímco Porsche se vydá do své druhé vedlejší práce undergroundového zápasníka Fénixe, aby dal dohromady nějaké další peníze. Kinn je mezitím pod tlakem svého otce Korna donucen Porscheho vypátrat a nabídnout mu práci bodyguarda. Kinn Porscheho unese a snaží se ho zastrašit, aby práci přijal, ale po vyhrocené rvačce Porsche nabídku odmítne a uteče. Naneštěstí je Porscheho strýc dostal do ještě větších finančních potíží a Porsche zjistí, že jedinou možností, jak zajistit bratrovi bezpečí, je přijmout Kinnovu nabídku. Než odejde ke Kinnovi, zanechá svému bratrovi vzkaz, v němž lže, že přijal vysněnou práci jako barman v soukromém plážovém baru.

### Epizoda 2
Porsche se snaží přizpůsobit novému prostředí a povinnostem osobního strážce Kinna. Přestože jím Big a Ken opovrhují, Porsche se rychle spřátelí se svým spolubydlícím Petem. Porsche nechtěně zabije Tankhunova drahocenného kapra, což má za následek, že začne zahradu chránit, aby nebyl potrestán. Později je jeho první mise katastrofou, když se opije a nájemný vrah málem zabije Kinna. Poté, co Porsche praští Macaua, který se příliš přiblížil k jezírku s kapry, si rozjařený Tankhun vezme Porscheho jako vlastního bodyguarda.

### Epizoda 3
Porsche představí Tankhunovi a jeho bodyguardům Hum Bar. Pete, Arm a Pol podporují Porscheho při výcviku více než Ken a Big a Porscheho schopnosti se rychle zlepšují. Porscheho nakonec Tankhunovy výstřelky přestanou bavit a připojí se k Petovi a Kenovi, kteří doprovází Kinna. Ačkoli je Porsche krajně nesvůj z reality Kinnova businessu, nakonec za Kinna vezme kulku, když se schůzka zvrtne. Ohromen Porcheho zvládnutím situace mu Kinn pomůže se zraněním. Toho večera vezmou Tankhun a jeho bodyguardi Porscheho ven, aby oslavili jeho " uzdravení", a připojí se k nim i Kinn. Opilý Kinn se s Porschem políbí.

### Epizoda 4
Vegas navštíví hlavní rodinu, aby si promluvil o nadcházející dražbě diamantů, a poobědvá s Kinnem a jeho bodyguardy, přičemž vyjde najevo, že se zajímá o Porscheho. Tankhunovi se nelíbí pozornost, které se Porschemu dostává, a vrátí Porscheho Kinnovi. Big, který na Porscheho žárlí, ho lstí přiměje k tomu, aby Kinna přistihl při činu. Na diamantové aukci je Porsche na příkaz Vegase omámen GHB neboli gama hydroxybutyrátem, drogou určenou ke znásilnění. Porsche je unesen a Vegas se mu pokusí dát na "památku" cucflek, aby Kinna naštval. Kinn a jeho bodyguardi však Porscheho najdou, přičemž Vegas uteče dřív, než k něčemu dojde. Zatímco se snaží Porscheho přivést ke střízlivosti, Kinn podlehne svým touhám a využije ho. Mezitím se Porchay seznámí s Kimem, který svůj zájem o Porscheho tají.

### Epizoda 5
Zatímco se Porsche potýká s událostmi předchozí noci, je potrestán za to, že se nechal zdrogovat. Korn, rozhněvaný Kinnovou nerozvážností, dává Porschemu týden volna, aby se mohl rozhodnout o své budoucnosti. Kinn se to dozví od Peta, který mu také prozradí několik rad, jak si může Kinn Porscheho získat. Kinn navštíví Porscheho doma, ale nevezme si s sebou své bodyguardy, což vede k tomu, že jsou oba uneseni. Korn vypátrá Kinnův telefon a vyšle všechny bodyguardy, aby je zachránili. Kinnovi a Porschemu se podaří uniknout těsně předtím, než bodyguardi způsobí havárii náklaďáku, ve kterém se nacházejí. Kim mezitím souhlasí s tím, že bude Porchaye doučovat kvůli tomu, aby mohl prošetřit Porscheho.

### Epizoda 6
Po útěku od havárie Kinn a Porsche uvíznou v divočině. S přibývajícími dny se učí spoléhat jeden na druhého a sbližují se. Porsche naznačuje, že je ochoten Kinnovy city opětovat, ale ten se zpočátku drží zpátky. Poté, co se podělí o své sny a uvíznou v jeskyni, Kinn vysvětlí, že nikdy předtím nespal se svým bodyguardem, a požádá Porscheho o odpuštění za všechno, co udělal. Po jejich útěku Kinn poručí Porschemu, aby se vrátil domů a žil normální život. Když je únosci konečně vypátrají, Porsche se vrátí, ale Kinn za něj schytá kulku.

### Epizoda 7
Po jejich záchraně je Kinn v nemocnici a Porsche vede pátrání zaměřené na zjištění totožnosti únosců. Vegas do akce zasáhne a slíbí, že výměnou za Porscheho pomůže najít pachatele. Kinn je nucen souhlasit, ale donutí Porscheho slíbit, že se k němu vrátí. Porsche a Vegas objeví spojení mezi jednou z menších triád a italskou mafií. Kinn dá na radu svých přátel a otevře se Porschemu tím, že mu půjčí svou pistoli pro štěstí, ale Vegas prozradí Porschemu Kinnovo temné tajemství. Operace je úspěšná a Vegas na počest uspořádá večírek. Během večírku jsou Vegasovy pokusy o svedení Porscheho přerušeny Kinnem. Porsche konfrontuje Kinna ohledně jeho tajemství a jeho zacházení s ním; když vidí jeho skutečně lítostivý pohled, Porsche svolí k sexu. Kim se mezitím snaží zjistit o Porschem víc, ale podaří se mu pouze zjistit, že Porchay je do něj zamilovaný.
Poznámka: Společnost iQiyi zveřejnila na YouTube "vedlejší příběh", který překlenul mezeru mezi 6. a 7. epizodou. Tankhun a bodyguardi hlídají Kinna, zatímco se Vegas snaží získat Porscheho na svou stranu. Když se Kinn probudí, s Porschem nesměle odstartují svůj vztah tím, že sdílejí Kinnovo nemocniční lůžko.

### Epizoda 8
Jako zázrakem jsou pokusy Kinna a Porscheho o utajení jejich vztahu před bodyguardy úspěšné. Protože Porsche nikdy s nikým nechodil, natož s mužem, jde si pro radu k Yok. Porscheho přehnaně horlivé plány na dokonalý den se Kinnovi zamlouvají. Porsche začne na veřejnosti potkávat neznámého muže, kdykoli jsou spolu s Kinnem; po sérii nešťastných náhod ho Pete identifikuje jako Kinnova (zesnulého) bývalého přítele Tawana. Kim mezitím zkoumá smrt Porscheho a Porchayových rodičů a uvědomí si, že jeho city k Porchayovi jsou komplikovanější, než si myslel.

### Epizoda 9
Tawan se nabídne, že výměnou za ochranu identifikuje nepřítele hlavní rodiny, ale zároveň se pokusí získat Kinna zpět. Arm, který si odvodil, že Kinn a Porsche spolu něco mají, jim pomáhá se sledováním Tawana. Kinn pověří Peta sledováním Vegase, ale jeho snaha je zmařena. Když je Porscheho pokus o sledování odhalen, Kinn se proti němu obrátí, zatímco Vegas učiní šokující nabídku. Mezitím Porchay konečně řekne Kimovi, co k němu cítí.

### Epizoda 10
Kinn nechá Porscheho utéct s Vegasem. Porchay je unesen. Pete se vydává v utajení sledovat Vegase, ale je chycen Kenem, který je Gunovým špehem a spolupracuje s Vegasem. Odhalí se, že za Porchayovým únosem stojí Tawan, protože je zamilovaný do Vegase. Kimovi se podaří Porchaye zachránit, ale Big se obětuje pro Porscheho. Tawan si uvědomí, že ho Vegas opustil, a zabije se. Gun zabije Kena, zatímco Pete je mučen Vegasem.

### Epizoda 11
Kinn se snaží prosadit, aby byl Porsche propuštěn, a je nucen odhalit jejich vztah, což Tankhunovi a bodyguardům udělá velkou radost. Korn zbaví Porsche funkce Kinnova bodyguarda, ale trvá na tom, aby se Porsche a Porchay přestěhovali do hlavního rodinného sídla. Zatímco se Chay snaží přizpůsobit okolnostem, dozvídá se pravdu o Kimovi, jehož vyšetřování Porscheho nabere šokující směr. Vegas vezme Peta s sebou do úkrytu a pokračuje v jeho sadistickém mučení. Nakonec se však začnou sbližovat.

### Epizoda 12
Porsche se dozvídá pravdu o tom, jak byl donucen k práci pro Theerapanyakuny. Při konfrontaci mu Korn objasní část pravdy o nehodě, při níž zahynuli Porscheho rodiče. Kinn, Porsche a Chay se odstěhují z rodinného sídla. Korn řekne Porscheovi, kde má najít vraha svých rodičů. Chay, který se stále vzpamatovává z Kimova odhalení, se vykašle na konkurz a uchýlí se k drogám a alkoholu; Kim je frustrován, když se ho snaží usměrnit. Mezitím se Pete rozhodne zůstat s Vegasem, když vidí, jak osamělý a citově labilní ve skutečnosti je, a oba se spolu vyspí. Porscheho strýc mu prozradí šokující zprávu.

### Epizoda 13
Vegas si vybije svou frustraci z otce na Petovi, který uteče a vrátí se k hlavní rodině právě ve chvíli, kdy Tankhunova hysterie vrcholí. Porsche zapojí Vegase do hledání odpovědí výměnou za možnost omluvit se Petovi. Kim si uvědomí, že miluje Chaye. Porsche se střetne s Kornem, který konečně odhalí šokující pravdu o spojení Porscheho rodičů s Theerapanyakuny.

### Epizoda 14
Konflikt mezi rodinami vrcholí ve chvíli, kdy se Kinn, Porsche, Vegas, Pete, Kim a Chay musí rozhodnout, co mají ve svém srdci.

## Produkce
V září 2020 ohlásila produkční společnost Filmania, že webový román KinnPorsche Story: รักโคตรร้าย สุดท้ายโคตรรัก bude adaptován do televizního seriálu. Po zveřejnění upoutávky v lednu 2021 uspořádala Filmania v březnu tiskovou konferenci a tradiční ceremoniál, který odstartoval začátek projektu.
Na začátku července 2021 oznámilo autorské duo Daemi původního webového románu svůj odchod ze společnosti Filmania.
Koncem srpna 2021 vydala produkční společnost Be On Cloud novou upoutávku a název seriálu zkrátila na KinnPorsche. V listopadu 2021 se konala tisková konference, na které bylo oficiálně potvrzeno nové obsazení a oznámena spolupráce s rockovou skupinou Slot Machine. V listopadu bylo také oznámeno, že KinnPorsche bude prvním thajským seriálem společnosti iQIYI.
V březnu 2022 bylo oznámeno, že iQIYI vydá nesestříhanou verzi s názvem KinnPorsche: La Forte.
Romsaithong se rozhodl objevit v seriálu, protože si myslel, že gangsterské téma mělo velký potenciál a chtěl zažít něco nového, zatímco Wattanagitiphat chtěl hrát v jiném seriálu než v telenovele.

## Soundtrack
Na soundtracku spolupracovala KinnPorsche se skupinou Slot Machine a skladatelem Therdsakem Chanpanem. Thajská rocková skupina nazpívala pro seriál dvě písně, a to "PhiangWaichai" (เพียงไว้ใจ) a její anglickou verzi "Free Fall", obě produkované Thitiwatem Rongthongem z The Darkest Romance. V soundtracku seriálu se objevuje také skladba "Why Don't You Stay" (แค่เธอ) od Jeffa Satura, "This Song is Called You" (เพลงนี้ชื่อว่าเธอ) od Barcode Tinnasit Isarapongporn a "Controversy" (ย้อนแย้ง) od Aek Season Five.
1. เพียงไว้ใจ – Slot Machine
2. Free Fall – Slot Machine
3. แค่เธอ (Why Don't You Stay) – Jeff Satur
4. Japanese Dawn – Daniel Kaede
5. Highway – Jeff Satur
6. April in Detroit – David Celeste
7. เพลงนี้ชื่อว่าเธอ (I'll name this song after you) – Barcode Tinnasit
8. ย้อนแย้ง (Contradiction) – เอก	Season Five
9. Little House on the Hill – Francis Wells
10. A Sky Sparkling – Johannes Bornlöf
11. This Song is Called You (เพลงนี้ชื่อว่าเธอ) - Barcode Tinnasit Isarapongporn
12. Controversy (ย้อนแย้ง) - Aek Season Five
13. Why Don't You Stay (WorldTour Ver.) - Jeff Satur
14. Free Fall (Lovely Mood) - Slot Machine
15. Free Fall (Love) - Slot Machine
16. Free Fall (Love 2) - Slot Machine
17. Free Fall (Acoustic 1) - Slot Machine
18. Free Fall (Acoustic 2) - Slot Machine
19. Free Fall (Acoustic 3) - Slot Machine
20. Free Fall (Sad Mood) - Slot Machine
21. Free Fall (Suspense) - Slot Machine
22. Free Fall (Heroic Mood) - Slot Machine
23. Free Fall (Action) - Slot Machine

## Světové turné
1. června 2022 společnost Be On Cloud oznámila, že ve spolupráci se společností Live Nation Asia se uskuteční světové turné KinnPorsche World Tour, kterého se zúčastní 16 herců ze seriálu a skupina Slot Machine.
V rámci světového turné, které se poprvé konalo 24. a 25. července v Impact Areně v Bangkoku, se uskutečnila dvě vyprodaná představení s více než 20 000 fanoušky, na nichž vystoupili i exkluzivní herci, kteří se na zbytek turné nedostavili. Asijská část turné se konala od září do října téhož roku v Singapuru (The Star Theatre, 8. října), Soulu (KBS Arena, 16. října), Manile (SM Mall of Asia, 22. října) a Taipeji (Taipei International Convention Centre, 30. října). Vietnamské představení, původně plánované na 28. října v krytém stadionu Phu Tho v Ho Chi Minh City, bylo 22. září odloženo a poté ohlášeno na 11. února 2023 v Saigon Exhibition and Convention Center (SECC). Dne 6. února bylo opět zrušeno z důvodu výhrůžek vůči hercům. Poslední představení turné se konalo 25. února v Bangkoku.
Po celou dobu turné nahrávala společnost Be On Cloud na svůj kanál na YouTube videa Behind the Show, která dokumentovala, jak se herci připravovali na představení a jak ho odehráli na každé zastávce turné.

## Recenze
Po odvysílání se KinnPorsche po každé epizodě stal celosvětovým trendem na YouTube, Instagramu a Twitteru a oba hlavní herci získali miliony sledujících a celosvětovou slávu. První epizoda se dostala na první místo žebříčků streamování na iQIYI ve 191 oblastech.
Časopis Rolling Stone India si povšiml temné, kruté a explicitní atmosféry a ocenil sehranost herců a jejich výkony. Někteří jej označili za Euforii BL světa a chválili jej také za akční téma. Byl zařazen na seznam nejlepších BL dramat roku 2022 časopisu Teen Vogue, protože je "vzrušujícím a bujným příběhem o lásce a hříchu."

### Sledovanost
| Číslo epizody | Čas vysílání (UTC+07:00) | Datum vydání     | Průměrný podíl publika |
| ------------- | ------------------------ | ---------------- | ---------------------- |
| 1             | Sobota 23:00             | 2. dubna 2022    | 0.151%                 |
| 2             | Sobota 23:00             | 9. dubna 2022    | 0.146%                 |
| 3             | Sobota 23:00             | 23. dubna 2022   | 0.231%                 |
| 4             | Sobota 23:00             | 30. dubna 2022   | 0.154%                 |
| 5             | Sobota 23:00             | 7. května 2022   | 0.323%                 |
| 6             | Sobota 23:00             | 14. května 2022  | 0.351%                 |
| 7             | Sobota 23:00             | 21. května 2022  | 0.223%                 |
| 8             | Sobota 23:00             | 28. května 2022  | 0.314%                 |
| 9             | Sobota 23:00             | 4. června 2022   | 0.219%                 |
| 10            | Sobota 23:00             | 11. června 2022  | 0.219%                 |
| 11            | Sobota 23:00             | 18. června 2022  | 0.386%                 |
| 12            | Sobota 23:00             | 25. června 2022  | 0.303%                 |
| 13            | Sobota 23:00             | 2. července 2022 | 0.380%                 |
| 14            | Sobota 23:00             | 9. července 2022 | 0.362%                 |
| Průměr        | Průměr                   | Průměr           | 0.314%                 |

## Ocenění a nominace
| Ocenění                              | Rok  | Kategorie                                            | Nominovaný/práce                                | Výsledek   |
| ------------------------------------ | ---- | ---------------------------------------------------- | ----------------------------------------------- | ---------- |
| Feed Y Capital Awards                | 2022 | BL seriál roku                                       | KinnPorsche: The Series                         | Vyhrál     |
| GQ Thailand Men of the Year Awards   | 2022 | Průlomoví herci                                      | Phakphum Romsaithong a Nattawin Wattanagitiphat | Vyhrál     |
| Kazz Awards                          | 2023 | Zářící hvězda roku, muži                             | Tinnasit Isarapongporn                          | Vyhrál     |
| Kazz Awards                          | 2023 | Nejlepší mladý muž roku                              | Wichapas Sumettikul                             | Vyhrál     |
| MChoice Mint Awards                  | 2022 | Průlomové obsazení roku 2022                         | KinnPorsche: The Series                         | Vyhrál     |
| National Radio and Television Awards | 2023 | Nejlepší BL seriál roku                              | KinnPorsche: The Series                         | Vyhrál     |
| Nine Entertain Awards                | 2023 | Oblíbenec publika                                    | Phakphum Romsaithong a Nattawin Wattanagitiphat | Nominovaný |
| Thailand Social Awards               | 2023 | Nejlepší obsah na sociálních sítích (thajský seriál) | KinnPorsche: The Series                         | Vyhrál     |
| TikTok Awards Thailand               | 2022 | Vycházející hvězda roku                              | Tinnasit Isarapongporn                          | Vyhrál     |
| YUniverse Awards                     | 2022 | Nejlepší produkce                                    | KinnPorsche: The Series                         | Vyhrál     |
| YUniverse Awards                     | 2022 | Nejlepší hudba k seriálu                             | "Why Don't You Stay" (แค่เธอ) od Jeffa Satura    | Vyhrál     |
| YUniverse Awards                     | 2022 | Nejlepší herec ve vedlejší roli                      | Songsit Roongnophakunsri                        | Vyhrál     |